# Николаева, Наталья Викторовна
Ната́лья Ви́кторовна Никола́ева (род. 1 июля 1986, Ростов-на-Дону, РСФСР, СССР) — российская актриса театра и кино, фотомодель и журналистка.

## Детство и образование
Родилась 1 июля 1986 года в Ростове-на-Дону. Мама Натальи по образованию химик-биолог, занимается недвижимостью. Отец — инженер-конструктор. Дядя, Олег Меленевский, 30 лет был ведущим актёром Крымского русского драматического театра. Бабушка Натальи, Зоя Николаева — потомственная донская казачка.
С восьми лет начала ходить в театральную студию, занималась рисованием, выступала на конкурсах красоты. Успех пришёл к Наталье практически сразу: в 14 лет она победила в конкурсе «Прима Дона», стала вице-мисс конкурса «Лучшая фотомодель Юга России». В 16-летнем возрасте выиграла конкурс «Miss Pharma Cosmetics», став «лицом» словенско-итальянской косметической компании. В 2002 и 2003 году работала в Южной Корее, где совмещала фотосессии и съемки в рекламных роликах с подготовкой к выпускным экзаменам в школе и поступлению в ВУЗ. С 2003 по 2006 годы Наталья Николаева училась на факультете журналистики Ростовского государственного университета.

## Творческая карьера
В 2005 году, будучи студенткой РГУ, Наталья выиграла конкурс красоты «Мисс Вселенная Россия-2005» и представляла Россию на конкурсе «Мисс Вселенная» в Таиланде. Это был первый в истории интерактивный конкурс красоты: Наталью выбрали телезрители путём смс-голосования. Но российский отбор завершился лишь за две недели до основного этапа и на должную подготовку не было времени. Кроме того, национальный директор российского этапа не сопровождал участницу и не предупредил о некоторых существенных аспектах предстоящего шоу. Так, к финалу у Натальи не оказалось даже вечернего платья, в котором надо было представлять свою страну. Ростовский модельер Виолетта Вайтекунене за ночь сшила Наталье вечернее платье, и на следующий день мама передала его с туристами, летевшими в Бангкок. В этом платье Наталья и выступила на мировой трансляции конкурса «Мисс Вселенная». Национальный костюм Натальи был предоставлен ростовским модельным агентством «Имидж». По словам Натальи, несмотря на все трудности, возможность представить Россию на самом престижном конкурсе красоты стала для неё большой удачей и радостью.
С 13-летнего возраста работала журналистом, была ведущей собственных рубрик — «Кумиры» и «Подиум» в популярных ростовских изданиях, писала статьи о проблемах молодежи, отвечала на письма читателей. С 2005 года Член Союза журналистов России. В 19 лет Наталья приняла участие в реалити-шоу «Последний герой», в рамках которого 40 дней прожила в африканских джунглях по соседству с племенем зулусов на берегу Индийского океана.
В 2006 году поступила во ВГИК на курс И. Ясуловича, который окончила в 2010 году с красным дипломом. Сыграла несколько главных ролей в рейтинговых телевизионных проектах. Осенью 2013 года на Первом канале состоялась премьера многосерийного фильма «Вангелия», где Николаева исполнила роль слепой болгарской провидицы Ванги в молодости. Актёрский ансамбль исполнительниц роли Ванги (Елена Яковлева, Ирина Рахманова, Наталья Николаева) вызвал множество положительных отызов, и сериал с большим успехом прошёл в нескольких странах. О подготовке к роли и  о своей героине Наталья рассказывает так:

 …узнав, что меня утвердили на роль молодой Ванги, я первым делом записалась в библиотеку для слепых, стала изучать азбуку Брайля, пыталась читать книги для незрячих. Ведь это как раз то, чему училась моя героиня в Доме слепых. Для меня Вангелия с самого начала была не какой-то мистической личностью, а самым обычным человеком, из плоти и крови, на долю которого выпало множество страданий… Несмотря на то, что ей были открыты знания из «другого» мира, она была совершенно обычная, земная женщина — вела домашнее хозяйство, готовила, убирала, выращивала цветы, растила своих младших братьев и сестру, даже ткала, вязала и шила… Просто удивительно! Я пробовала ходить с закрытыми глазами и что-то делать и могу сказать, что это и страшно, и тяжело.— Интервью Натальи Николаевой для журнала «Совершенство» (Санкт-Петербург)
.

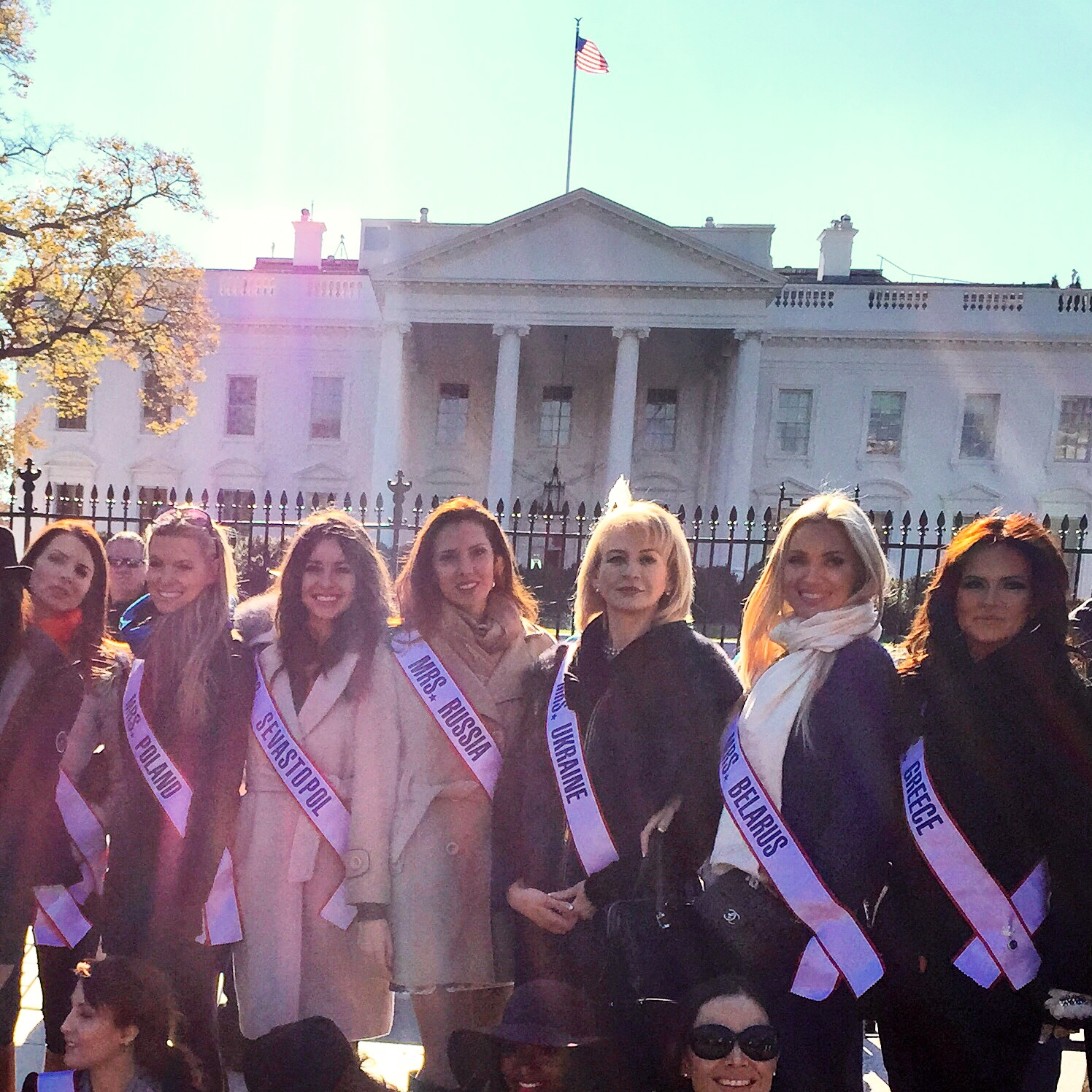
Наталья Николаева, представляющая Севастополь, среди других участниц конкурса красоты напротив Белого дома в Вашингтоне, США

В октябре 2014 года Наталья Николаева была ведущей церемонии открытия и закрытия кинофестиваля «Угра», президентом которого является кинорежиссёр Светлана Дружинина. В ходе кинофестиваля Николаева также провела несколько творческих встреч в маленьких городах Калужской области, а также вместе со Светланой Дружининой, Анатолием Мукасеем и Нелли Пшенной посетила женскую колонию строгого режима.
В ноябре 2014 года Наталья стала первой в истории представительницей Севастополя на конкурсе красоты «Миссис Мира» в США. В финале представления Наталья выходила под Андреевским флагом, символом военно-морского флота России. По итогам конкурса девушка вошла в пятерку самых красивых женщин мира.

### Работы в театре
Курсовые и дипломные:
- Агнесса — «Школа жён» Мольера
- Джулия — «Два веронца» В. Шекспира
- Анна Андреевна — «Ревизор» Н. В. Гоголя
- Дорис — «Размазня» Ф. С. Фицджеральда
- Патриция — «Под давлением 1-3» Р. Шиммельпфеннига
- Медея — «Медея» Ж. Ануя

### Фильмография

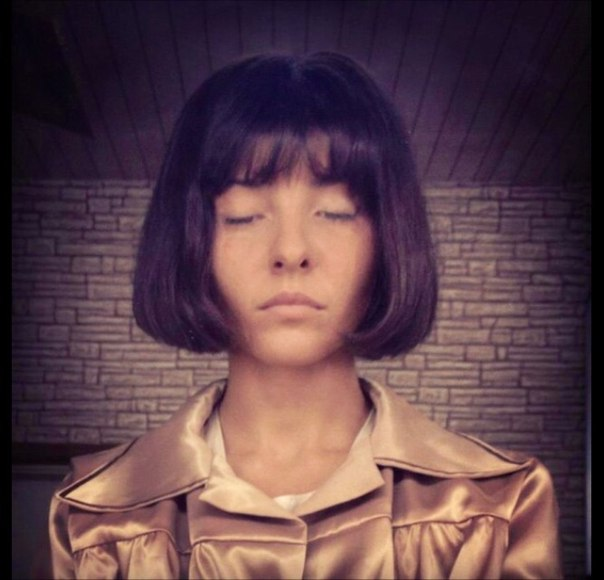
Наталья Николаева в роли болгарской пророчицы Ванги

- 2005 — Солдаты — Зоя-прапорщица (нет в титрах)
- 2006 — Папа на все руки — Алиса Иванова
- 2009 — Столица греха — Даша
- 2010 — Достоевский — Екатерина
- 2011 — Метод Лавровой — Алена Спичкина
- 2011 — Вкус граната — Ася Рыбакова, главная роль
- 2012 — Наташина улыбка — Наташа, главная роль
- 2012 — Макияж — Надя, главная роль
- 2012 — Дежурный ангел-2 — Настя
- 2013 — Вангелия — Ванга (в молодости), главная роль (озвучивает Елена Яковлева[источник не указан 917 дней])
- 2014 — Ты будешь моей — Дина, главная роль
- 2015 — Затишье — певица Dina
- 2016 — Серебряный бор — роль Юля
- 2016 — Сны Севы Горелова — роль Лиза
- 2016 — Солнечный зайчик — Ирина, главная роль

## Благотворительная деятельность
Наталья принимает участие в детских благотворительных кинофестивалях, проводит творческие встречи и мастер-классы с детьми из детских домов.
Летом 2014 года была ведущей церемонии открытия и закрытия первого Крымского кинофорума «Я и семья», в ходе которого посетила палаточный лагерь для беженцев c юго-востока Украины под Севастополем, где сняла несколько интервью и провела творческую встречу. 

Сначала наши с Натальей Белохвостиковой слушатели были очень скованными, словно чего-то до сих пор боятся, глаза грустные. И я неожиданно для себя предложила всем вместе спеть. Наверное, подсказали кадры из фильмов о Великой Отечественной войне, в которых артисты выступали перед бойцами на передовой, в госпиталях. Запела «На побывку едет молодой моряк», и дети, взрослые оживились, подхватили. Песня за песней, и стало так тепло, так уютно… Не желали отпускать, благодарили, говорили, что именно такого вечера им не хватало. И такие слова — самое дорогое, что может получить артист. Для меня призвание актёра — нести людям свет и радость. В любых обстоятельствах внушать надежду и оптимизм
.

## Награды и звания
- Победительница конкурса красоты «Мисс Вселенная Россия-2005»
- На конкурсе красоты «Mrs World-2014» в США Наталья вошла в пятерку самых красивых женщин мира.